# ES Uzès Pont du Gard
El ES Uzès Pont du Gard es un equipo de fútbol de Francia que juega en la CFA, la cuarta liga de fútbol más importante del país.

## Historia
Fue fundado en el año 2005 en la ciudad de Uzès, en la región de Pont du Gard y su principal logro fue el haber ascendido al Championnat National por primera vez para la temporada 2012/13, pero solamente duró dos temporadas en el tercer nivel tras quedar últimos entre 18 equipos en la temporada 2013/14.